# Карнавал (Шуман)
Карнавал, опус 9 ― фортепианная сюита Роберта Шумана, написанная в 1834—1835 годах. Имеет подзаголовок «Scènes mignonnes sur quatre notes» («Маленькие сцены на тему четырёх нот»). Композиция состоит из коротких пьес, изображающих участников карнавала, праздничного действа в канун Великого поста.
Цикл объединён общими мотивами, появляющимися по одному или несколько раз во всех двадцати пьесах:
- ля, ми-бемоль, до, си — A-S(Es)-C-H;
- ля-бемоль, до, си — As-C-H;
- ми-бемоль, до, си, ля — S(Es)-C-H-A.

В первых двух мотивах зашифровано название города Аш, в котором родилась Эрнестина фон Фрикен, невеста Шумана; кроме того, этот набор букв встречается в немецких словах Fasching (карнавал) и Aschermittwoch (Пепельная среда, начало Великого поста). Также эти два мотива обозначают полное имя самого Шумана (Robert Alexander Schumann). Последний мотив ― это фамилия композитора (Schumann).